# Lenguas amto-musanas
Las lenguas amto-musanas constituyen una familia de lenguas que solo engloba dos idiomas conocidos hoy en día, el amto y el musa (siawi), estos dos idiomas son hablados en la provincia de Sandaun en Papúa Nueva Guinea. Ninguno de los dos idiomas es inteligible el uno con el otro, ambos tiene  similitudes con el busa, pero no se ha probado que este tenga una relación genética con los idiomas de esta familia. 
- Datos: Q480281